# Elezioni senatoriali in Repubblica Ceca del 2020
Le elezioni senatoriali in Repubblica Ceca del 2020 si sono tenute il 2-3 ottobre (primo turno) e il 9-10 ottobre (secondo turno).

## Risultati
- Risultati di lista

| Liste                                 | Primo turno | Primo turno | Primo turno | Secondo turno | Secondo turno | Secondo turno | Totale seggi |
| Liste                                 | Voti        | %           | Seggi       | Voti          | %             | Seggi         | Totale seggi |
| ------------------------------------- | ----------- | ----------- | ----------- | ------------- | ------------- | ------------- | ------------ |
| ANO 2011                              | 115.202     |             | -           | 39.473        |               | 1             | 1            |
| Sindaci e Indipendenti                | 97.637      |             | 1           | 86.414        |               | 10            | 11           |
| Partito Democratico Civico            | 83.515      |             | -           | 33.221        |               | 5             | 5            |
| Partito Social Democratico Ceco       | 63.190      |             | -           | 10.977        |               | -             | -            |
| Partito Pirata Ceco                   | 62.583      |             | -           | 18.804        |               | 1             | 1            |
| Libertà e Democrazia Diretta          | 61.352      |             | -           | N.D.          | N.D.          | N.D.          | -            |
| KDU-ČSL                               | 59.741      |             | -           | 42.937        |               | 3             | 3            |
| Partito Comunista di Boemia e Moravia | 42.258      |             | -           | N.D.          | N.D.          | N.D.          | -            |
| ODS - STAN - TOP 09                   | 40.694      |             | -           | 35.785        |               | 2             | 2            |
| Senatore 21                           | 32.884      |             | -           | 25.071        |               | 2             | 2            |
| STAN - SLK                            | 26.205      |             | -           | 6.988         |               | -             | -            |
| Apartitici                            | 26.119      |             | -           | N.D.          | N.D.          | N.D.          | -            |
| Movimento Tricolore dei Cittadini     | 25.181      |             | -           | N.D.          | N.D.          | N.D.          | -            |
| Indipendenti                          | 17.244      |             | -           | 7.479         |               | -             | -            |
| STAN - Pirati - TOP 09                | 14.893      |             | -           | 11.136        |               | -             | -            |
| Altri                                 | 218.074     |             | -           | 133.578       |               | -             | -            |
| Totale                                | 986.772     |             | 1           | 451.863       |               | 26            | 27           |